# 台头乡
台头乡，是中华人民共和国河南省信阳市淮滨县下辖的一个乡镇级行政单位。

## 行政区划
台头乡下辖以下地区：
台头村、光明村、韩营村、何庄村、贺店村、后店村、胡寨村、皇册庙村、李楼村、刘湾村、宋营村、任营村、大营村、汤坡村、王庄村、夏营村和新庄台村。

## 交通
- 京九铁路：台头站